# Roxana Ionescu
Roxana Ionescu (n. 22 aprilie 1985, București) este o vedetă de televiziune și personalitate mondenă din România care a devenit cunoscută publicului interpretând rolul unei „Mame Natură” contemporane în emisiunea Ciao Darwin, emisiune ce a fost difuzată de postul tv Antena 1 în perioada 2003-2005. A câștigat concursul Dansez pentru tine, sezonul al 13-lea, alături de partenerul George Boghian.
Timp de două sezoane, Roxana Ionescu a făcut parte din echipa de prezentatori ai show-ului de televiziune Splash! Vedete la Apă⁠(en)[traduceți], difuzat de Antena 1. A fost apoi înlocuită deoarece și-a exprimat intenția de a colabora cu postul „concurent” Pro TV, la emisiunea Ferma vedetelor.
Pe lângă bogata activitate pe care a desfășurat-o în televiziune, Roxana Ionescu a cochetat cu modelingul dar și cu pictorialele incendiare în reviste pentru bărbați precum Playboy sau FHM.

## Legăturiexterne
- Pagina oficială de facebook